# Монголія на Олімпійських іграх
Монголія дебютувала на Олімпійських іграх в 1964 році, виступивши на зимових Іграх в Інсбруку та літніх Іграх в Токіо. З того часу монгольські спортсмени брали участь в усіх зимових та літніх Олімпійських іграх, пропустивши лише зимову Олімпіаду 1976 в Інсбруку та літню 1984 року в Лос-Анджелесі.
За історію своїх виступів монгольські олімпійці здобули 26 олімпійських нагород (усі в літніх видах), у тому числі 2 золоті.
Національний Олімпійський комітет Монголії було створено 1956 року, та визнано в 1962 році.

## Медальний залік

### Медалі на Олімпійських іграх
| Ігри                | Золото          | Срібло          | Бронза          | Загалом         |
| 1964 Токіо          | 0               | 0               | 0               | 0               |
| 1968 Мехіко         | 0               | 1               | 3               | 4               |
| 1972 Мюнхен         | 0               | 1               | 0               | 1               |
| 1976 Монреаль       | 0               | 1               | 0               | 1               |
| 1980 Москва         | 0               | 2               | 2               | 4               |
| 1984 Лос-Анджелес   | Не брала участі | Не брала участі | Не брала участі | Не брала участі |
| 1988 Сеул           | 0               | 0               | 1               | 1               |
| 1992 Барселона      | 0               | 0               | 2               | 2               |
| 1996 Атланта        | 0               | 0               | 1               | 1               |
| 2000 Сідней         | 0               | 0               | 0               | 0               |
| 2004 Афіни          | 0               | 0               | 1               | 1               |
| 2008 Пекін          | 2               | 2               | 0               | 4               |
| 2012 Лондон         | 0               | 2               | 3               | 5               |
| 2012 Ріо-де-Жанейро | 0               | 1               | 1               | 2               |
| Загалом             | 2               | 10              | 14              | 26              |

### За видами спорту
| Ігри     | Золото | Срібло | Бронза | Загалом |
| Дзюдо    | 1      | 3      | 4      | 8       |
| Бокс     | 1      | 2      | 4      | 7       |
| Боротьба | 0      | 4      | 5      | 9       |
| Стрільба | 0      | 1      | 1      | 2       |
| Загалом  | 2      | 10     | 14     | 26      |